# قتل اليهود
القتل الديني اليهودي هو الاعتقاد السائد لدى بعض المسيحيين بأن الشعب اليهودي ككل هو المسؤول عن موت يسوع. استخدمت معاداة السامية" من قبل الغوغاء للتحريض على العنف ضد اليهود وساهم في قرون عديدة من المذابح وقتل اليهود خلال الحروب الصليبية ومحاكم التفتيش الإسبانية والهولوكوست.
في التعليم المسيحي الصادر عن مجمع ترنت، أكدت الكنيسة الكاثوليكية أن جماعة الإنسانية الخاطئة كانت مسؤولة عن موت يسوع، وليس اليهود فقط. في مداولات مجلس الفاتيكان الثاني (1962-1965)، تنكر الكنيسة الكاثوليكية الرومانية في عهد البابا بولس السادس الإيمان بالذنب الجماعي اليهودي لصلب يسوع. وأعلن أنه لا يمكن توجيه الاتهام «ضد جميع اليهود، دون تمييز، ولا ضد يهود اليوم».

## مصدر تهمة القتل

### العهد الجديد
تم السعي إلى تبرير تهمة قتل اليهود في Matthew 27:24–25 : 
 الآية التي تقول: "وأجاب جميع الشعب '! دمه علينا وعلى ' ويشار أيضا إلى أنه لعنة الدم. في مقال حول معاداة السامية، يجادل الباحث التوراتي آمي جيل ليفين أن هذا المقطع تسبب بمعاناة يهودية عبر التاريخ أكثر من أي معاناة أخرى في العهد الجديد.